# Jezbořice
Jezbořice település Csehországban, a Pardubicei járásban. Jezbořice Jeníkovice, Rozhovice, Barchov, Čepí, Klešice és Starý Mateřov településekkel határos. Lakosainak száma 389 fő (2024. január 1.).

## Népesség
A település lakosságának változását az alábbi diagram mutatja:
| Lakosok száma | 339  | 428  | 366  | 301  | 299  | 295  | 376  | 378  | 373  | 389  |
|               | 1869 | 1890 | 1921 | 1950 | 1980 | 2001 | 2017 | 2019 | 2022 | 2024 |